# محمود صدری (روزنامه‌نگار)

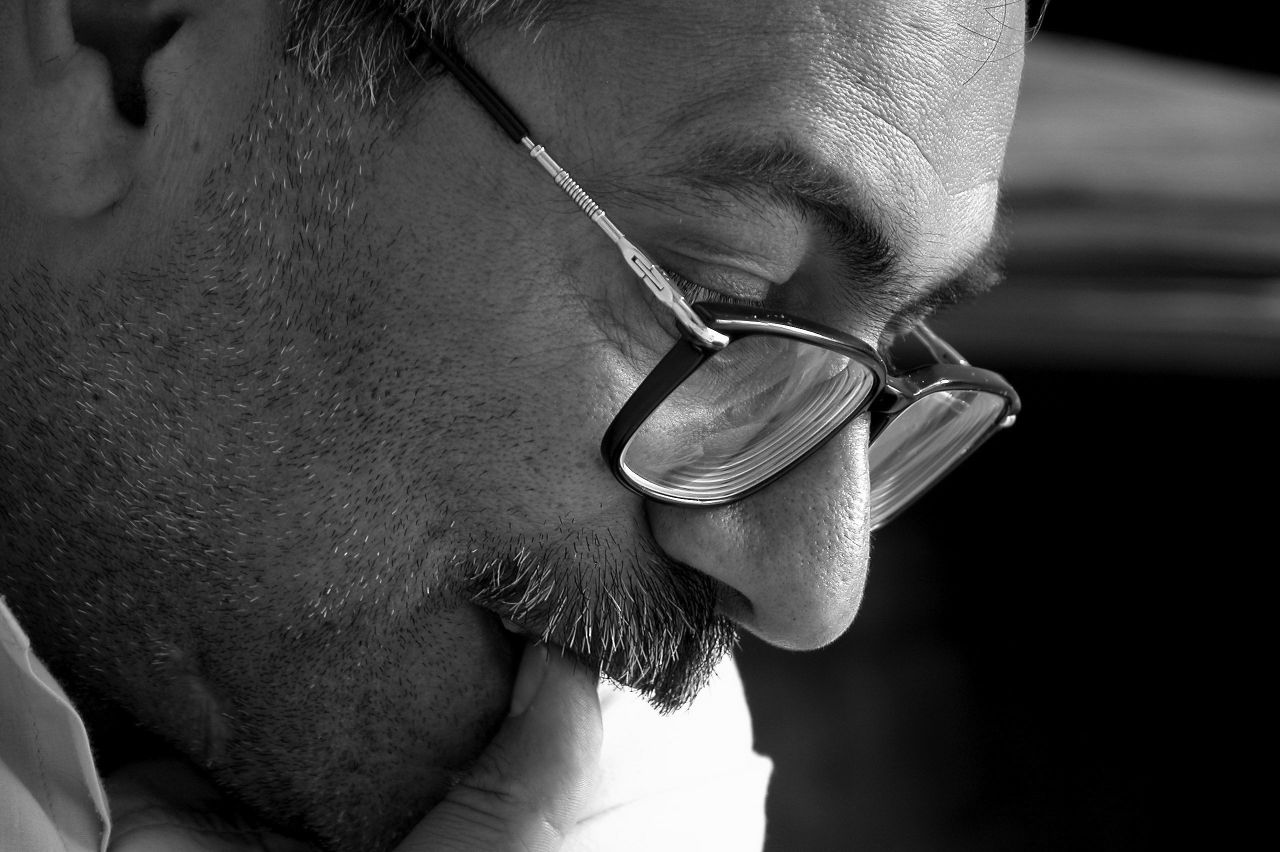
محمود صدری در سال ۲۰۰۳

محمود صدری (متولد ۱۳۴۰ در اقلید) روزنامه‌نگار ایرانی‌ست. او لیسانس علوم سیاسی را از دانشگاه تهران دریافت کرد و کار روزنامه‌نگاری را از سال ۶۹ با فعالیت در مجلات ادبی آغاز کرد. از سال ۷۱ تا ۱۳۸۵ دبیر گروه سیاسی و بین‌الملل روزنامه همشهری بود. او اکنون در روزنامه دنیای اقتصاد مشغول به کار است. وی کتابهای تفکر سیاسی گلن تیندر و راه بندگی به روایت کاریکاتور نوشته فردریش هایک، کارل مارکس در ترازو نوشته اویگن بوم‌باورک و رودولف هیلفردینگ،  و سیاست اقتصادی نوشته لودویگ فون میزس  را نیز ترجمه کرده است. ادبیات و فلسفه و اقتصاد سیاسی زمینه‌های مورد علاقه اوست.
او در ماه‌های نخست انتشار روزنامه جامعه، ستون اقتصاد جهان را راه‌اندازی کرد و همین موضوع مشوق ورودش به حوزه روزنامه‌نگاری اقتصادی شد. دوره اول روزنامه‌های هم‌میهن و کارگزاران را سردبیری کرد. با آغاز انتشار روزنامه دنیای اقتصاد به این روزنامه پیوست و فعلاً به عنوان مدیر انتشارات دنیای اقتصاد مشغول است. 